# Barbara Havelková
Barbara Havelková (* 1980 Praha) je česká právnička, specializující se na antidiskriminační právo, vztah genderu a práva a feministická právní studia.

## Život
Magisterské studium práv ukončila v roce 2004 na Právnické fakultě Univerzity Karlovy v Praze, zde získala v roce 2005 i titul JUDr. V oboru evropského práva získala titul LL.M. na Sárské univerzitě, doktorát obdržela na Oxfordské univerzitě. Rok studovala v rámci Fulbrightova stipendia na University of Michigan Law School. Studijní pobyt absolvovala též na Harvard Law School.
Během své dosavadní profesní dráhy pracovala mimo jiné pro pražskou pobočku mezinárodní advokátní kanceláře Clifford Chance, absolvovala stáž při Evropské komisi a v kanceláři generálního advokáta Soudního dvora Evropské Poiares Madura.
V současné době působí jako docentka na Právnické fakultě a St Hilda's College Oxfordské univerzity a hostuje rovněž na Právnické fakultě Univerzity Karlovy v Praze. 
Ve Velké Británii vyučuje právo Evropské unie, britské ústavní právo, srovnávací právo na rovnost a feministické právní teorie. V České republice učí předmět gender a právo.
Ve svém výzkumu se zaměřuje na oblast rovnosti a antidiskriminačního práva, zejména s ohledem na pohlaví a gender. V roce 2017 vydala anglicky knihu Genderová rovnost v právu. Odhalení dědictví českého státního socialismu.
Mezi lety 2014 a 2017 působila jako poradkyně premiéra Bohuslava Sobotky v otázkách genderové rovnosti a práva.

## Dílo
- Havelková, Barbara. Gender Equality in Law. Uncovering the Legacies of Czech State Socialism. (Genderová rovnost v právu. Odhalení dědictví českého státního socialismu). Hart/Bloomsbury, 2017